# Supercopa da CAF de 2011
A Supercopa Africana de 2011 foi a partida disputada em jogo único entre a equipe do TP Mazembe da RD Congo, campeão da Liga dos Campeões da África de 2010 e a equipe do FUS Rabat do Marrocos, campeão da Copa das Confederações da CAF de 2010.
Devido a um empate das duas equipes no tempo normal o resultado foi decidido diretamente nas penalidades.
Os anfitriões da Copa Africana de Nações de 2015 e 2017 foram anunciados antes da partida.

## Detalhes da partida
| 29 de Janeiro de 2011 | TP Mazembe | 0 - 0     | FUS Rabat | Stade de la Kenya, Lubumbashi |
| 15:30 UTC+2           |            | Relatório |           |                               |

|  |       | Penalidades |
|  | 9 - 8 |             |

### Campeões
| Supercopa Africana de 2011     |
| ------------------------------ |
| TP Mazembe Campeão (2º título) |